# Elecciones locales de Bucaramanga de 2023
Las elecciones locales de Bucaramanga de 2023 se llevarán a cabo el domingo 29 de octubre de 2023 en la ciudad de Bucaramanga, donde serán elegidos los siguientes cargos que tomarán posesión el 1 de enero de 2024 para un período de cuatro años:
- Alcalde de Bucaramanga.
- Los 19 miembros del Concejo Distrital.
- Los miembros de las Juntas administradoras locales de las 17 comunas y los 3 corregimientos del distrito.

## Legislación
Según la Constitución de Colombia, pueden ejercer su derecho a sufragio los ciudadanos mayores 18 años de edad que no hagan parte de la Fuerza Pública, no estén en un proceso de interdicción, y que no hayan sido condenados. Las personas que se encuentran en centros de reclusión, tales como cárceles o reformatorios, podrán votar en los establecimientos que determine la Registraduría Nacional. La inscripción en el registro civil no es automática, el ciudadano debe dirigirse a la sede regional de la Registraduría para inscribir su identificación personal en un puesto de votación.
La Ley 136 de 1994 establece que para ser elegido alcalde se requiere ser ciudadano colombiano en ejercicio y haber nacido o ser residente del respectivo municipio o de la correspondiente área metropolitana durante un año anterior a la fecha de inscripción o durante un período mínimo de tres años consecutivos en cualquier época. El alcalde se elige por mayoría simple, sin tener en cuenta la diferencia de votos con relación a quien obtenga el segundo lugar. Sin embargo, actualmente se encuentra en trámite en el Congreso de la República un proyecto de reforma constitucional que establece la segunda vuelta para la elección del mandatario de la ciudad.
Está prohibido para los funcionarios públicos del Distrito difundir propaganda electoral a favor o en contra de cualquier partido, agrupación o movimiento político, a través de publicaciones, estaciones de televisión y de radio o imprenta pública, según la Constitución y la Ley Estatutaria de Garantías Electorales. También les está expresamente prohibido acosar, presionar, o determinar, en cualquier forma, a subalternos para que respalden alguna causa, campaña o controversia política.
Los organismos encargados de velar administrativamente por el evento son la Registraduría Nacional del Estado Civil y el Consejo Nacional Electoral.

#### Voto en blanco
En Colombia el voto en blanco se considera una expresión del disenso a través del cual se promueve la protección de la libertad del elector. En la normativa electoral colombiana, el voto en blanco es “una expresión política de disentimiento, abstención o inconformidad, con efectos políticos”.Algunas discusiones del Congreso se señaló que esa mayoría debía ser mayoría simple, sin embargo la Corte Constitucional ha hecho consideraciones que indican que se requeriría de mayoría absoluta, aunque no se ha pronunciado, ni conceptuado sobre este acto legislativo.

## Candidatos a la Alcaldía de Bucaramanga
A continuación un listado de personas que han presentado su candidatura para ser alcalde de Bucaramanga.
|  | Precandidato | Precandidato                                                            | Partido o movimiento                                                                                           | Cargos públicos |
|  | ------------ | ----------------------------------------------------------------------- | --- | --- |
|  |              | Consuelo Ordóñez Economista Lema: En buenas manos                       | Movimiento Bucaramanga la Berraquera Liga de Gobernantes Anticorrupción Nuevo Liberalismo                      | - Secretaria de Planeación de la Gobernación de Santander (2008-2010) - Directora del Área Metropolitana de Bucaramanga (2012-2016) - Jefe de Planeación de la Procuraduría (2017) - Directora de Integración Regional, Nacional e Internacional de Bogotá (2021-2023) |
|  |              | Fabián Oviedo Arquitecto Lema: Una Mano para Todos                      | Movimiento Acciones Notables                                                                                   | - Concejal de Bucaramanga (2016-2022) |
|  |              | Horacio José Serpa Administración de Empresas Lema: Serpa' La Gente     | Partido Liberal En Marcha Partido Cambio Radical                                                               | - Concejal de Bogotá (2012-2017) - Senador de la República (2018-2022) |
|  |              | Jaime Andrés Beltrán Administrador de Empresas Lema: Recuperemos BGA    | Colombia Justa Libres Movimiento de Salvación Nacional Partido de la U Partido MIRA Partido Centro Democrático | - Concejal de Bucaramanga (2012-2023) |
|  |              | Carlos Sotomonte Licenciado en Literatura Lema: ¡El Coraje de la Gente! | Movimiento Coraje                                                                                              | - Sin cargos públicos previos. |
|  |              | Ludwing Mantilla Abogado Lema: Bucaramanga Segura y Sostenible          | Fuerza Ciudadana                                                                                               | - Subdirector de la CDMB (2008) - Director Operativo de la CAR (2015) - Subsecretario del Interior de Bucaramanga (2017-2018) |
|  |              | Luis Roberto Ordóñez Ingeniero Civil Lema: Vamos a Crecer               | Movimiento Vamos a Crecer                                                                                      | - Sin cargos públicos previos. |
|  |              | Jorge Figueroa Abogado Lema: Vamos con Figueroa                         | Partido Demócrata                                                                                              | - Secretario de Desarrollo Social (2016-2019) |
|  |              | Carlos Parra Abogado Lema: ¡En la Calle nos Vemos!                      | Alianza Verde Dignidad y Compromiso                                                                            | - Concejal de Bucaramanga (2020-2023) |
|  |              | Jaime Calderón Médico Lema: El Médico del Corazón                       | Movimiento Todos Somos Colombia Coalición Pacto Histórico                                                      | - Sin cargos públicos previos. |
|  |              | Giovanni Álvarez Abogado Lema: Bucaramanga Sí Tiene Esperanza           | Partido Esperanza Democrática                                                                                  | - Sin cargos públicos previos. |
|  |              | José Velasquez Abogado Lema: Despierta Bucaramanga                      | Movimiento Despierta Bucaramanga Partido Nueva Fuerza Democrática                                              | - Sin cargos públicos previos. |
|  |              | Álvaro Torres Abogado Lema: ¿?                                          | Partido Gente en Movimiento                                                                                    | - Sin cargos públicos previos. |

### Candidaturas retiradas

#### Emiro Arias- Partido Independientes
El economista anunció su decisión de desistir de su postulación a través de sus redes sociales, buscando adhesiones a otras candidaturas que no representaran al alcalde Juan Carlos Cárdenas, al clan Aguilar ni al petrismo, pocos días después se sumó a la campaña de Horacio José Serpa.

#### Diego Tamayo -G.S.C Avancemos con DiegoyCentro Democrático
El partido Centro Democrático anuncio mediante sus redes sociales que el candidato Diego Arturo Tamayo tomó la decisión de declinar su aspiración y unirse a la campaña de Jaime Andrés Beltrán.

#### Manuel Parada -G.S.C FirmesyPartido Creemos
El candidato renuncío a su candidatura en la cual anunció su alianza y apoyo al candidato Jaime Andrés Beltrán.

## Encuestas
A continuación, las encuestas hechas por las diferentes firmas encuestadoras desde la inscripción de los candidatos oficiales a la Alcaldía de Bucaramanga:
| Fecha                                                          | Encuestador                    | Candidato        | Candidato     | Candidato     | Candidato     | Candidato        | Candidato     | Candidato        | Candidato       | Candidato   | Candidato      | Candidato    | Candidato    | Candidato      | Candidato        | Candidato      | Candidato     | Candidato      | Candidato | Candidato | Estadísticas    | Estadísticas    |      |      |   |       |      |         |
| Fecha                                                          | Encuestador                    | Consuelo Ordoñez | Fabián Oviedo | Horacio Serpa | Jaime Beltrán | Carlos Sotomonte | Manuel Parada | Ludwing Mantilla | Luis R. Ordoñez | Emiro Arias | Jorge Figueroa | Diego Tamayo | Carlos Parra | Jaime Calderón | Giovanni Álvarez | José Velasquez | Álvaro Torres | Voto en Blanco | Ninguno   | NS/NR     | Margen de error | Fuente          |      |      |   |       |      |         |
| -------------------------------------------------------------- | ------------------------------ | ---------------- | ------------- | ------------- | ------------- | ---------------- | ------------- | ---------------- | --------------- | ----------- | -------------- | ------------ | ------------ | -------------- | ---------------- | -------------- | ------------- | -------------- | --------- | --------- | --------------- | --------------- | ---- | ---- | - | ----- | ---- | ------- |
| Fecha                                                          | Encuestador                    | 27-08-2023       | Invamer       | 9,3%          | 12,3%         | 6,5%             | 32,7%         | 3,8%             | 0,9%            | 3,3%        | 1,3%           | 2,0%         | 1,5%         | 3,7%           | 9,0%             | 2,4%           | 0,0%          | 2,7%           | Ninguno   | NS/NR     | Margen de error | Fuente          | 0,0% | 8,8% | - | 27,2% | 5,2% | Invamer |
| 31-08-2023                                                     | W.W.A.                         | 3,7%             | 5,7%          | 11,3%         | 14,6%         | 6,5%             | 1,0%          | 2,0%             | 7,4%            | 4,5%        | 3,3%           | 3,0%         | 5,1%         | 3,7%           | 1,3%             | 3,1%           | 1,1%          | 9,3%           | 13,3%     | -         | 2,6%            | El Espectador   |      |      |   |       |      |         |
| 06-09-2023                                                     | Centro Nacional de Consultoría | 4,0%             | 4,0%          | 16,0%         | 23,0%         | 0,0%             | 0,0%          | 0,0%             | 0,0%            | 0,0%        | 0,0%           | 0,0%         | 6,0%         | 4,0%           | 0,0%             | 0,0%           | 0,0%          | 2,0%           | 3,0%      | 23,0%     | 4,9%            | Canal 1 / Cm&   |      |      |   |       |      |         |
| 07-09-2023                                                     | GAD3                           | 7,8%             | 12,4%         | 20,2%         | 26,4%         | 0,0%             | 0,0%          | 3,1%             | 0,0%            | 0,0%        | 0,0%           | 6,1%         | 6,3%         | 3,1%           | 0,0%             | 0,0%           | 0,0%          | 9,5%           | -         | -         | 5,0%            | Noticias RCN    |      |      |   |       |      |         |
| 10-09-2023                                                     | Invamer                        | 4,9%             | 13,3%         | 12,1%         | 31,0%         | 4,6%             | 0,7%          | 1,1%             | 2,0%            | 0,9%        | 0,7%           | 7,7%         | 11,4%        | 2,8%           | 0,5%             | 0,5%           | 0,4%          | 5,4%           | -         | 24,0%     | 3,7%            | Vanguardia      |      |      |   |       |      |         |
| 13-09-2023                                                     | Guarumo-EcoAnalítica           | 8,2%             | 6,1%          | 13,2%         | 37,3%         | 1,7%             | 0,2%          | 0,2%             | 1,7%            | 0,0%        | 0,7%           | 0,9%         | 3,8%         | 4,3%           | 0,9%             | 0,6%           | 0,3%          | 11,2%          | -         | 8,7%      | 3,7%            | Semana          |      |      |   |       |      |         |
| Emiro Arias retira su candidatura el 14 de septiembre de 2023  |                                |                  |               |               |               |                  |               |                  |                 |             |                |              |              |                |                  |                |               |                |           |           |                 |                 |      |      |   |       |      |         |
| 17-09-2023                                                     | Atenea                         | 5,8%             | 5,5%          | 6,4%          | 17,5%         | 2,2%             | 0,5%          | 1,2%             | 2,3%            | -           | 0,4%           | 1,3%         | 2,3%         | 1,6%           | 1,0%             | 0,7%           | 0,1%          | 14,0%          | -         | 36,6%     | 3,0%            | Corrillos       |      |      |   |       |      |         |
| Diego Tamayo retira su candidatura el 22 de septiembre de 2023 |                                |                  |               |               |               |                  |               |                  |                 |             |                |              |              |                |                  |                |               |                |           |           |                 |                 |      |      |   |       |      |         |
| 23-09-2023                                                     | Emporia CyA                    | 7,6%             | 9,4%          | 10,2%         | 30,3%         | 4,1%             | 0,3%          | 0,4%             | 5,9%            | -           | 0,3%           | -            | 3,3%         | 3,3%           | 0,0%             | 0,5%           | 0,0%          | 4,7%           | -         | 13,5%     | 3,3%            | Emporia         |      |      |   |       |      |         |
| 25-09-2023                                                     | Atlas Intel                    | 3,9%             | 5,5%          | 4,8%          | 31,5%         | 1,0%             | 0,0%          | 0,2%             | 0,0%            | -           | 0,5%           | -            | 10,8%        | 7,7%           | 0,0%             | 0,0%           | 0,0%          | 12,4%          | -         | 18,9%     | 4,0%            | La Silla Vacía  |      |      |   |       |      |         |
| 26-09-2023                                                     | Invamer                        | 4,0%             | 8,5%          | 15,9%         | 30,6%         | 6,8%             | 0,0%          | 2,2%             | 2,2%            | -           | 1,5%           | -            | 7,9%         | 6,7%           | 0,3%             | 1,6%           | 0,0%          | 6,1%           | -         | 21,8%     | 5,0%            | El Espectador   |      |      |   |       |      |         |
| 05-10-2023                                                     | GAD3                           | 5,4%             | 11,8%         | 14,2%         | 28,6%         | 5,9%             | 0,0%          | 0,0%             | 0,0%            | -           | 0,0%           | -            | 14,5%        | 4,4%           | 0,0%             | 0,0%           | 0,0%          | 7,8%           | -         | -         | 5,0%            | RCN             |      |      |   |       |      |         |
| 10-10-2023                                                     | GAD3                           | 4,2%             | 10,9%         | 14,2%         | 30,0%         | 6,2%             | 0,0%          | 0,0%             | 0,0%            | -           | 0,0%           | -            | 15,2%        | 4,2%           | 0,0%             | 0,0%           | 0,0%          | 8,3%           | -         | -         | 5,5%            | RCN             |      |      |   |       |      |         |
| 11-10-2023                                                     | Centro Nacional de Consultoría | 5,0%             | 7,0%          | 9,0%          | 29,0%         | 4,0%             | 1,0%          | 2,0%             | 4,0%            | -           | 1,0%           | -            | 8,0%         | 5,0%           | 0,0%             | 1,0%           | 0,0%          | 5,0%           | 7,0%      | 10,0%     | 5,0%            | El Tiempo       |      |      |   |       |      |         |
| 11-10-2023                                                     | GAD3                           | 6,5%             | 9,5%          | 13,3%         | 30,7%         | 4,7%             | 0,0%          | 0,0%             | 0,0%            | -           | 0,0%           | -            | 14,6%        | 5,2%           | 0,0%             | 0,0%           | 0,0%          | 8,5%           | -         | -         | 5,5%            | Noticias RCN    |      |      |   |       |      |         |
| 12-10-2023                                                     | GAD3                           | 7,7%             | 9,6%          | 13,0%         | 31,0%         | 3,5%             | 0,0%          | 0,0%             | 0,0%            | -           | 0,0%           | -            | 12,8%        | 5,4%           | 0,0%             | 0,0%           | 0,0%          | 9,2%           | -         | -         | 5,5%            | Noticias RCN    |      |      |   |       |      |         |
| 12-10-2023                                                     | Atlas Intel                    | 10,1%            | 8,6%          | 7,1%          | 31,2%         | 4,9%             | 0,0%          | 0,3%             | 1,3%            | -           | 1,3%           | -            | 9,7%         | 6,1%           | 0,0%             | 0,1%           | 0,0%          | 8,0%           | -         | 10,7%     | 3,0%            | La Silla Vacía  |      |      |   |       |      |         |
| 13-10-2023                                                     | GAD3                           | 9,5%             | 9,7%          | 13,6%         | 30,4%         | 2,9%             | 0,0%          | 0,0%             | 0,0%            | -           | 0,0%           | -            | 12,0%        | 5,6%           | 0,0%             | 0,0%           | 0,0%          | 9,6%           | -         | -         | 3,9%            | Semana          |      |      |   |       |      |         |
| 14-10-2023                                                     | Mosqueteros                    | 8,7%             | 14,9%         | 15,4%         | 30,8%         | 7,1%             | 0,4%          | 0,8%             | 4,2%            | -           | 0,1%           | -            | 7,4%         | 4,9%           | 0,7%             | 0,5%           | 0,8%          | 3,3%           | -         | -         | 2,4%            | Vanguardia      |      |      |   |       |      |         |
| 15-10-2023                                                     | Emporia CyA                    | 7,4%             | 9,3%          | 11,9%         | 27,8%         | 4,2%             | 0,2%          | 0,2%             | 9,4%            | -           | 0,7%           | -            | 6,8%         | 5,8%           | 0,0%             | 0,1%           | 0,0%          | 4,4%           | -         | 10,9%     | 3,3%            | Emporia         |      |      |   |       |      |         |
| 16-10-2023                                                     | GAD3                           | 8,8%             | 11,2%         | 12,0%         | 31,5%         | 2,4%             | 0,0%          | 0,0%             | 0,0%            | -           | 0,0%           | -            | 11,9%        | 5,5%           | 0,0%             | 0,0%           | 0,0%          | 10,0%          | -         | -         | 3,6%            | Noticias RCN    |      |      |   |       |      |         |
| Manuel Parada retira su candidatura el 17 de octubre de 2023   |                                |                  |               |               |               |                  |               |                  |                 |             |                |              |              |                |                  |                |               |                |           |           |                 |                 |      |      |   |       |      |         |
| 17-10-2023                                                     | GAD3                           | 8,0%             | 11,6%         | 11,2%         | 32,7%         | 2,0%             | -             | 0,0%             | 0,0%            | -           | 0,0%           | -            | 11,7%        | 5,7%           | 0,0%             | 0,0%           | 0,0%          | 10,0%          | -         | -         | 3,4%            | El Tiempo       |      |      |   |       |      |         |
| 18-10-2023                                                     | GAD3                           | 7,6%             | 11,3%         | 11,7%         | 33,2%         | 1,9%             | -             | 0,0%             | 0,0%            | -           | 0,0%           | -            | 11,5%        | 5,9%           | 0,0%             | 0,0%           | 0,0%          | 9,9%           | -         | -         | 3,2%            | La FM           |      |      |   |       |      |         |
| 19-10-2023                                                     | GAD3                           | 7,2%             | 10,9%         | 12,1%         | 33,7%         | 1,8%             | -             | 0,0%             | 0,0%            | -           | 0,0%           | -            | 11,2%        | 5,9%           | 0,0%             | 0,0%           | 0,0%          | 10,0%          | -         | -         | 3,1%            | La FM           |      |      |   |       |      |         |
| 20-10-2023                                                     | GAD3                           | 7,0%             | 10,7%         | 12,2%         | 34,3%         | 1,8%             | -             | 0,0%             | 0,0%            | -           | 0,0%           | -            | 11,0%        | 5,9%           | 0,0%             | 0,0%           | 0,0%          | 9,7%           | -         | -         | 3,0%            | La FM           |      |      |   |       |      |         |
| 23-10-2023                                                     | GAD3                           | 6,9%             | 10,8%         | 12,2%         | 34,7%         | 1,7%             | -             | 0,0%             | 0,0%            | -           | 0,0%           | -            | 10,8%        | 5,8%           | 0,0%             | 0,0%           | 0,0%          | 9,4%           | -         | -         | 2,9%            | Noticias RCN    |      |      |   |       |      |         |
| 23-10-2023                                                     | Mosqueteros                    | 11,8%            | 17,8%         | 12,5%         | 41,5%         | 4,0%             | -             | 0,3%             | 2,0%            | -           | 1,5%           | -            | 7,3%         | 0,8%           | 0,0%             | 0,3%           | 0,3%          | 0,3%           | -         | -         | 4,9%            | Valora Analitik |      |      |   |       |      |         |
| 23-10-2023                                                     | Invamer                        | 8,0%             | 13,5%         | 11,6%         | 35,8%         | 2,9%             | -             | 1,3%             | 2,9%            | -           | 0,4%           | -            | 9,9%         | 4,9%           | 0,6%             | 1,5%           | 0,8%          | 5,3%           | -         | 8,0%      | 3,3%            | Infobae         |      |      |   |       |      |         |
| 24-10-2023                                                     | GAD3                           | 6,8%             | 10,6%         | 12,4%         | 34,9%         | 1,6%             | -             | 0,0%             | 0,0%            | -           | 0,0%           | -            | 10,5%        | 6,0%           | 0,0%             | 0,0%           | 0,0%          | 8,7%           | -         | -         | 2,8%            | Noticias RCN    |      |      |   |       |      |         |
| 24-10-2023                                                     | Mosqueteros                    | 11,5%            | 16,3%         | 12,5%         | 40,3%         | 3,8%             | -             | 0,8%             | 1,5%            | -           | 0,8%           | -            | 7,3%         | 2,5%           | 0,0%             | 0,5%           | 0,3%          | 2,5%           | -         | -         | 4,9%            | Mosqueteros     |      |      |   |       |      |         |
| 25-10-2023                                                     | GAD3                           | 6,5%             | 10,6%         | 11,8%         | 36,2%         | 2,1%             | -             | 0,0%             | 0,0%            | -           | 0,0%           | -            | 10,9%        | 5,9%           | 0,0%             | 0,0%           | 0,0%          | 7,5%           | -         | -         | 2,8%            | Noticias RCN    |      |      |   |       |      |         |
| 25-10-2023                                                     | Mosqueteros                    | 11,5%            | 13,3%         | 12,8%         | 40,5%         | 2,8%             | -             | 0,0%             | 0,0%            | -           | 0,0%           | -            | 8,8%         | 0,0%           | 0,0%             | 0,0%           | 0,0%          | 0,0%           | -         | -         | 4,9%            | Mosqueteros     |      |      |   |       |      |         |
| 25-10-2023                                                     | Guarumo-EcoAnalítica           | 8,3%             | 10,8%         | 11,4%         | 37,9%         | 2,8%             | -             | 1,4%             | 4,1%            | -           | 1,5%           | -            | 10,2%        | 4,4%           | 0,3%             | 0,1%           | 0,4%          | 6,0%           | -         | -         | 3,7%            | Guarumo         |      |      |   |       |      |         |
| 26-10-2023                                                     | Mosqueteros                    | 10,3%            | 16,1%         | 13,1%         | 40,8%         | 4,4%             | -             | 0,0%             | 0,0%            | -           | 0,0%           | -            | 7,3%         | 0,0%           | 0,0%             | 0,0%           | 0,0%          | 0,0%           | -         | -         | 4,7%            | Mosqueteros     |      |      |   |       |      |         |
| 26-10-2023                                                     | Emporia CyA                    | 7,3%             | 10,6%         | 10,8%         | 34,4%         | 3,4%             | -             | 0,7%             | 9,5%            | -           | 0,7%           | -            | 9,4%         | 5,3%           | 0,4%             | 0,0%           | 0,0%          | 6,9%           | -         | -         | 3,3%            | Emporia         |      |      |   |       |      |         |
| 26-10-2023                                                     | Atlas Intel                    | 12,5%            | 6,9%          | 6,4%          | 30,9%         | 4,4%             | -             | 0,5%             | 1,7%            | -           | 1,1%           | -            | 12,4%        | 4,4%           | 0,0%             | 0,7%           | 0,0%          | 8,4%           | -         | 10,9%     | 3,0%            | La Silla Vacía  |      |      |   |       |      |         |
| 27-10-2023                                                     | Centro Nacional de Consultoría | 3,0%             | 8,0%          | 12,0%         | 39,0%         | 5,0%             | -             | 0,0%             | 4,0%            | -           | 0,0%           | -            | 11,0%        | 6,0%           | 0,0%             | 0,0%           | 0,0%          | 6,0%           | -         | -         | 6,9%            | Canal 1         |      |      |   |       |      |         |
| 27-10-2023                                                     | Mosqueteros                    | 9,0%             | 19,0%         | 11,5%         | 41,3%         | 6,3%             | -             | 0,0%             | 0,0%            | -           | 0,0%           | -            | 6,8%         | 0,0%           | 0,0%             | 0,0%           | 0,0%          | 0,0%           | -         | -         | 4,9%            | Mosqueteros     |      |      |   |       |      |         |
| 27-10-2023                                                     | GAD3                           | 6,8%             | 10,2%         | 11,8%         | 36,6%         | 2,6%             | -             | 0,0%             | 0,0%            | -           | 0,0%           | -            | 9,8%         | 6,5%           | 0,0%             | 0,0%           | 0,0%          | 7,7%           | -         | -         | 2,8%            | Noticias RCN    |      |      |   |       |      |         |

## Debates
A continuación, una tabla que contiene debates realizados durante la campaña a la alcaldía. Esta tabla de debates no incluye los foros a los que asistieron los candidatos durante la campaña.
| Medio de Comunicación y Fecha | Lugar       | Moderador/es                                       | P Presente A Ausente o No Invitado X Retirado | P Presente A Ausente o No Invitado X Retirado | P Presente A Ausente o No Invitado X Retirado | P Presente A Ausente o No Invitado X Retirado | P Presente A Ausente o No Invitado X Retirado | P Presente A Ausente o No Invitado X Retirado | P Presente A Ausente o No Invitado X Retirado | P Presente A Ausente o No Invitado X Retirado | P Presente A Ausente o No Invitado X Retirado | P Presente A Ausente o No Invitado X Retirado | P Presente A Ausente o No Invitado X Retirado | P Presente A Ausente o No Invitado X Retirado | P Presente A Ausente o No Invitado X Retirado | P Presente A Ausente o No Invitado X Retirado | P Presente A Ausente o No Invitado X Retirado | P Presente A Ausente o No Invitado X Retirado |
| Medio de Comunicación y Fecha | Lugar       | Moderador/es                                       | Consuelo Ordoñez                              | Fabián Oviedo                                 | Horacio Serpa                                 | Jaime Beltrán                                 | Carlos Sotomonte                              | Manuel Parada                                 | Ludwing Mantilla                              | Luis R. Ordoñez                               | Emiro Arias                                   | Jorge Figueroa                                | Diego Tamayo                                  | Carlos Parra                                  | Jaime Calderón                                | Giovanni Álvarez                              | José Velasquez                                | Álvaro Torres                                 |
| --- | ----------- | -------------------------------------------------- | --------------------------------------------- | --------------------------------------------- | --------------------------------------------- | --------------------------------------------- | --------------------------------------------- | --------------------------------------------- | --------------------------------------------- | --------------------------------------------- | --------------------------------------------- | --------------------------------------------- | --------------------------------------------- | --------------------------------------------- | --------------------------------------------- | --------------------------------------------- | --------------------------------------------- | --------------------------------------------- |
| Medio de Comunicación y Fecha | Lugar       | Moderador/es                                       |                                               |                                               |                                               |                                               |                                               |                                               |                                               |                                               |                                               |                                               |                                               |                                               |                                               |                                               |                                               |                                               |
| Noticias Caracol - La Silla Vacía 24 de septiembre de 2023 | Bucaramanga | - María Alejandra Villamizar - Juan Roberto Vargas | P                                             | P                                             | P                                             | P                                             | A                                             | A                                             | A                                             | A                                             | X                                             | A                                             | X                                             | P                                             | A                                             | A                                             | A                                             | A                                             |
| Bucaramanga Metropolitana Como Vamos - El Espectador - Universidad Autónoma de Bucaramanga - Blu Radio - Prosantander - Vanguardia - Asociación Nacional de Empresarios de Colombia - Camacol 26 de septiembre de 2023 | Bucaramanga | - Maria Ximena Mantilla - Élber Gutiérrez Roa      | P                                             | P                                             | P                                             | P                                             | P                                             | P                                             | P                                             | P                                             | X                                             | P                                             | X                                             | P                                             | P                                             | A                                             | P                                             | P                                             |

## Resultados
A continuación, una tabla compuesta por todos los candidatos a la Alcaldía de Bucaramanga, su partido y/o movimiento político, junto con la cantidad de votos y el debido porcentaje obtenido el 29 de octubre del 2023:
|  | 34.62 % |

|  | 14.70 % |

|  | 12.93 % |

|  | 8.86 % |

|  | 8.61 % |

|  | 4.03 % |

|  | 3.89 % |

|  | 3.09 % |

|  | 0.99 % |

|  | 0.68 % |

|  | 0.41 % |

|  | 0.37 % |

|  | 0.25 % |

|  | 0.13 % |

|  | 0.13 % |

|  | 6.22 % |

|  | 1.55 % |

|  | 1.44 % |

|  | 53.48 % |

     Candidatura retirada pero presente en el tarjetón, por lo que sus votos son contados.

### Concejo Distrital
Para asignar las curules del Concejo Distrital se utiliza el método de la cifra repartidora. La votación para la conformación de este órgano arrojó los siguientes resultados para cada partido o coalición que presentó lista de candidatos.
|  | 11.55 % |

|  | 2.15 % |

|  | 3.37 % |

     – Partidos que no superaron el umbral (--- votos).

### Concejales electos
| Concejal Electo                  | Partido                                  | Votos   |
| -------------------------------- | ---------------------------------------- | ------- |
| Cristian Andrés Reyes Aguilar    | Partido Cambio Radical                   | 5.979   |
| Luis Eduardo Ávila Castelblanco  | Partido Cambio Radical                   | 4.663   |
| José David Cavanzo Ortiz         | Partido Cambio Radical                   | 4.326   |
| Robin Anderson Hernández Reyes   | Partido Liberal                          | 10.091  |
| Oscar Mauricio Arenas Valdivieso | Partido Liberal                          | 4.443   |
| Javier Ayala Moreno              | Partido Liberal                          | 3.838   |
| Camilo Andrés Machado Ardila     | Partido Alianza Verde                    | 3.326   |
| Daniela Torres Zarate            | Partido Alianza Verde                    | 2.953   |
| Carlos Felipe Parra Rojas        | Partido Alianza Verde                    | [ n 1 ] |
| Luis Fernando Castañeda Pradilla | Partido Centro Democrático               | 4.402   |
| Henry Gamboa Vargas              | Partido Centro Democrático               | 3.650   |
| Elkin Yesid Bello Peña           | Partido de la Unión por la Gente         | 2.390   |
| Gustavo Adolfo Ardila Ayala      | Partido de la Unión por la Gente         | 2.108   |
| Diego Armando Lozada Trujillo    | Partido Alianza Social Independiente     | 4.258   |
| Oscar Javier Díaz Layton         | Coalición PCC - MIRA                     | 3.915   |
| Tito Alberto Rangel Arias        | Coalición Juntos por Bucaramanga         | 4.035   |
| Jorge Edgar Flórez Herrera       | Pacto Histórico                          | 10.432  |
| Nelson Mantilla Blanco           | Movimiento Alternativo Indígena y Social | 3.146   |
| Andrés Felipe Díaz Arevalo       | Partido Alianza Democrática Amplia       | 1.836   |

### Juntas Administradoras Locales
| Partido o Coalición                          | Votos   | Porcentaje | Curules |         |
| -------------------------------------------- | ------- | ---------- | ------- | ------- |
| Partido Liberal Colombiano                   | 38.083  | 17.72%     | 48/140  |         |
| Partido Cambio Radical                       | 23.957  | 11.15%     | 34/140  |         |
| Partido de la Unión por la Gente             | 13.373  | 6.22%      | 13/140  |         |
| Partido Alianza Verde                        | 14.267  | 6.64%      | 12/140  |         |
| Movimiento Fuerza Ciudadana                  | 12.106  | 5.83%      | 8/140   |         |
| Movimiento Alternativo Indígena y Social     | 8.074   | 3.76%      | 7/140   |         |
| Partido Centro Democrático                   | 7.184   | 3.34%      | 4/140   |         |
| Partido Nuevo Liberalismo                    | 8.455   | 3.93%      | 3/140   |         |
| Partido Colombia Humana                      | 6.212   | 2.89%      | 3/140   |         |
| Partido MIRA                                 | 4.170   | 1.94%      | 3/140   |         |
| Movimiento Autoridades Indígenas de Colombia | 4.866   | 2.26%      | 2/140   |         |
| Movimiento Alianza Democrática Amplia        | 1.274   | 0.59%      | 2/140   |         |
| Partido Conservador Colombiano               | 1.300   | 0.60%      | 1/140   |         |
| Partido Dignidad y Compromiso                | 1.745   | 0.81%      | 0/140   |         |
| Partido Polo Democrático Alternativo         | 1.516   | 0.71%      | 0/140   |         |
| Partido Ecologista Colombiano                | 1.355   | 0.63%      | 0/140   |         |
| Partido Salvación Nacional                   | 628     | 0.29%      | 0/140   |         |
| Partido Comunes                              | 217     | 0.10%      | 0/140   |         |
| Votos en blanco                              | 66.122  | 30.77%     | 30.77%  | 30.77%  |
| Votos nulos                                  | 8.198   | 3.37%      | 3.37%   | 3.37%   |
| Tarjetas no marcadas                         | 19.962  | 8.21%      | 8.21%   | 8.21%   |
| Total votos válidos                          | 214.904 | 214.904    | 214.904 | 214.904 |

#### Distribución de Curules
| Partido o Coalición                          | Ediles por Comunas | Ediles por Comunas | Ediles por Comunas | Ediles por Comunas | Ediles por Comunas | Ediles por Comunas | Ediles por Comunas | Ediles por Comunas | Ediles por Comunas | Ediles por Comunas | Ediles por Comunas | Ediles por Comunas | Ediles por Comunas | Ediles por Comunas | Ediles por Comunas | Ediles por Comunas | Ediles por Comunas | Ediles por Corregimientos | Ediles por Corregimientos | Ediles por Corregimientos | Total |
| Partido o Coalición                          | 1 NR               | 2 NO               | 3 SF               | 4 OC               | 5 GR               | 6 CC               | 7 CD               | 8 SO               | 9 PG               | 10 PV              | 11 CS              | 12 LL              | 13 CO              | 14 MR              | 15 CE              | 16 LC              | 17 MT              | 1                         | 2                         | 3                         | Total |
| -------------------------------------------- | ------------------ | ------------------ | ------------------ | ------------------ | ------------------ | ------------------ | ------------------ | ------------------ | ------------------ | ------------------ | ------------------ | ------------------ | ------------------ | ------------------ | ------------------ | ------------------ | ------------------ | ------------------------- | ------------------------- | ------------------------- | ----- |
| Partido Liberal Colombiano                   | 2                  | 2                  | 2                  | 3                  | 2                  | 4                  | 3                  | 3                  | 3                  | 4                  | 2                  | 1                  | 1                  | 3                  | 3                  | 4                  | 2                  | 2                         |                           | 2                         | 48    |
| Partido Cambio Radical                       | 1                  | 1                  | 2                  | 1                  | 3                  | 1                  | 1                  | 3                  | 2                  | 1                  | 3                  | 1                  | 2                  | 1                  |                    |                    |                    | 2                         | 5                         | 4                         | 34    |
| Partido de la Unión por la Gente             | 1                  |                    | 1                  | 1                  | 1                  |                    |                    | 0                  |                    |                    | 2                  |                    | 0                  | 2                  |                    |                    | 3                  |                           | 2                         | 0                         | 13    |
| Partido Alianza Verde                        | 2                  | 1                  |                    | 1                  |                    | 2                  |                    |                    |                    |                    |                    | 1                  | 2                  |                    | 2                  |                    | 1                  | 0                         |                           |                           | 12    |
| Movimiento Fuerza Ciudadana                  | 0                  | 0                  | 1                  | 0                  | 1                  | 0                  | 1                  | 1                  | 0                  | 0                  | 0                  | 0                  | 0                  | 1                  | 1                  | 1                  | 0                  | 0                         | 0                         | 1                         | 8     |
| Movimiento Alternativo Indígena y Social     | 1                  | 1                  | 0                  | 1                  |                    |                    |                    | 0                  |                    | 0                  | 0                  |                    |                    |                    | 0                  |                    | 1                  | 3                         |                           |                           | 7     |
| Partido Centro Democrático                   |                    |                    |                    |                    |                    |                    |                    |                    |                    |                    |                    | 4                  |                    |                    |                    |                    |                    |                           |                           |                           | 4     |
| Partido Nuevo Liberalismo                    | 0                  | 0                  | 0                  | 0                  | 0                  |                    | 1                  |                    |                    |                    | 0                  | 0                  | 1                  | 0                  | 1                  |                    |                    |                           |                           |                           | 3     |
| Partido Colombia Humana                      | 0                  |                    | 1                  |                    | 0                  |                    |                    |                    |                    | 1                  |                    |                    | 1                  |                    |                    |                    |                    |                           |                           |                           | 3     |
| Partido MIRA                                 |                    |                    | 0                  |                    |                    | 0                  | 1                  |                    | 0                  |                    |                    |                    |                    |                    |                    | 2                  |                    |                           |                           |                           | 3     |
| Movimiento Autoridades Indígenas de Colombia | 0                  |                    | 0                  | 0                  | 0                  | 0                  |                    | 0                  | 2                  | 0                  |                    |                    | 0                  | 0                  |                    |                    | 0                  |                           |                           |                           | 2     |
| Movimiento Alianza Democrática Amplia        |                    | 2                  |                    |                    |                    |                    |                    |                    |                    |                    |                    |                    |                    |                    |                    |                    |                    |                           |                           |                           | 2     |
| Partido Conservador Colombiano               |                    | 0                  |                    |                    |                    |                    |                    |                    |                    | 1                  |                    |                    |                    |                    |                    |                    |                    |                           |                           |                           | 1     |
| Partido Dignidad y Compromiso                | 0                  | 0                  | 0                  |                    | 0                  |                    |                    |                    |                    |                    |                    |                    |                    |                    |                    |                    |                    |                           |                           |                           | 0     |
| Partido Polo Democrático Alternativo         | 0                  |                    |                    |                    | 0                  |                    |                    |                    | 0                  |                    | 0                  | 0                  | 0                  |                    |                    |                    |                    | 0                         |                           |                           | 0     |
| Partido Ecologista Colombiano                | 0                  |                    |                    |                    | 0                  |                    | 0                  |                    |                    |                    |                    | 0                  |                    |                    |                    |                    |                    |                           |                           |                           | 0     |
| Partido Salvación Nacional                   |                    |                    |                    |                    |                    |                    |                    |                    |                    |                    |                    |                    |                    |                    |                    |                    | 0                  |                           |                           |                           | 0     |
| Partido Comunes                              | 0                  |                    |                    |                    | 0                  |                    |                    |                    |                    |                    |                    |                    |                    |                    |                    |                    |                    | 0                         |                           |                           | 0     |